# Linda Bengtzing
Linda Birgitta Bengtzing, född 13 mars 1974 i Gullspång i Amnehärads församling, då i Skaraborgs län, är en svensk artist, pop- och schlagersångerska, programledare och konstnär.

## Biografi
Linda Bengtzing växte upp i Gullspång. I en intervju med Expressen i maj 2025 nämnde hon att hon fram till 20-årsåldern hette "Linda Bengtsson". Det finns källor som hävdar att Bengtzings mamma har polskt ursprung, dock har artisten inte bekräftat detta.
Vid sidan om intressen som fotboll, ridning och motocross bildade hon som 9-åring en sångduo tillsammans med en grannflicka. De uppträdde på bland annat Göta Kanal-festivalen, Sillens dag och Jordgubbens dag i Laxå.

### 1980- och 90-talen
Linda Bengtzing fick 1986 spela in ett par singlar, sedan hon vunnit en talangjakt på en restaurang i Arboga. I samma veva släpptes albumet En del utav mitt liv endast i kassettformat; där marknadsfördes hon under artistnamnet Linda. Hon har senare arbetat på Wallmans i Stockholm och Oslo.
Vid 1990-talets mitt flyttade Linda Bengtzing till Stockholm, där hon under en tid arbetade som barnflicka på Östermalm, och därefter blev halvtidsanställd som sångerska i ett dans- och coverband, medan hon under resterande halvtid arbetade som bokare och ekonomiansvarig för bandet.

### 2000-talet
År 2000 medverkade Linda Bengtzing i TV4:s program Sikta mot stjärnorna, där hon imiterade Lene från gruppen Aqua. Under början av 2000-talet var hon dessutom programledare i TV4:s program Ordjakten och TV3:s Floor Filler.
För den bredare allmänheten blev Bengtzing känd genom sitt deltagande i Melodifestivalen 2005, där hon deltog med låten "Alla flickor". 
Parallellt med förberedelserna inför Melodifestivalen 2005 deltog Bengtzing i Fame Factory. Från uttagningen i Göteborg kom hon till andra chansen och därifrån vidare till finalen. Där slutade låten på delad sista plats av 10 låtar, med totalt 15 poäng. Efter tre veckor (vecka 13) låg hon på artonde plats på Sverige Topp 40-listan. Dessutom låg hon på första platsen i Rix FM:s topplista "Rix Topp 6 klockan 6".[källa behövs]
Bengtzings album Ingenting att förlora släpptes den 13 mars 2006. Hon deltog i den första deltävlingen i Melodifestivalen 2006 med låten "Jag ljuger så bra" och trots att hon tappade texten till andra versen gick hon vidare till finalen i Globen, där hon hamnade på sjunde plats med totalt 56 poäng. Denna schlagerlåt blev en stor radiohit.[källa behövs]
Våren 2006 sjöng Bengtzing även duett med svenske tidigare fotbollsspelare Glenn Hysén i TV-programmet Rampfeber, där de slutade på en tredjeplats. Den 1 maj samma år medverkade hon också i TV4:s program Världens humorkväll. Sommaren 2006 turnerade hon bland annat med Rix FM-turnén.
Den 22 september 2006 gjorde hon musikaldebut i musikalen Rent, där hon spelade mot bland andra Linus Wahlgren.
I slutet av januari 2007 släppte hon tillsammans med Markoolio singeln "Värsta schlagern" som det från början var tänkt att de skulle ställa upp i Melodifestivalen med.
Den 14 februari 2007 på QX-galan på Cirkus i Stockholm fick "Jag ljuger så bra" pris för "Årets låt". Hon har också varit nominerad till två andra pris, "Årets schlager/dansband" på Grammisgalan och "Årets kvinnliga huvudroll" i musikal på Guldmaskgalan.[källa behövs]
Sommaren 2007 deltog Linda Bengtzing i Diggilooturnén. Bengtzing deltog även i Melodifestivalen 2008 med låten "Hur svårt kan det va?", som slutade på andra plats vid den fjärde deltävlingen i Karlskrona, och gick därmed direkt vidare till final. Väl i final slutade bidraget på femte plats. 
Våren 2008 medverkade Linda Bengtzing i TV4:s Körslaget, där hon ledde en kör från sin hemort Gullspång och slutade på fjärde plats. Hon deltog i firandet av kronprinsessan Victoria under dennas 31-årsdag i juli 2008.
Från 2005 fram till hösten 2007 var Bengtzing Skodas offentliga ansikte.[källa behövs] Sedan hösten 2007 är hon istället Volvos offentliga ansikte.[källa behövs]
Bengtzing medverkade i Diggilooturné 2008, och skulle gjort det 2009 också, men sen det kom ut att hon väntade barn under de mest intensiva repetitionerna.

### 2010-talet
Under valrörelsen 2010 åkte Bengtzing runt och ledde allsång tillsammans med dåvarande centerpartiledaren Maud Olofsson. Under framträdandet ackompanjerades de av Sonja Aldéns yngre bror Robert Brian Aldén.
Den 10 oktober 2010 var Linda Bengtzing vikarie för Lotta Engberg i Bingolotto, vilket hon också var vid två tillfällen i april 2011.
Den 26 februari medverkade Bengtzing i Melodifestivalen 2011 i Malmö med låten E det fel på mej?, och den tog sig direkt till final. I finalen den 12 mars fick Linda Bengtzing den minsta delen av rösterna från svenska folket, vilket resulterade i en sjundeplacering. I samband med finalen myntade Aftonbladets krönikör Markus Larsson uttrycket "Turbokycklingen". Detta syftade på hennes kycklinggula dress och rörlighet på scenen.
Bengtzing medverkade i Hovturnén i augusti 2012, tillsammans med Wille Crafoord, Christer Sandelin, Gunhild Carling, Marika Willstedt, Jonas Sjöblom och Olle Lindner.
Bengtzing tävlade en femte gång i Melodifestivalen 2014 nu med låten "Ta mig". Bidraget blev utslaget i den fjärde deltävlingen den 22 februari i Örnsköldsvik och för första gången tog hon sig inte till final.
År 2016 ställde hon återigen upp i Melodifestivalen, denna gång med låten "Killer Girl". Hon tävlade i deltävling 4 i Gävle den 27 februari. Inte heller denna gång tog hon sig till final då hon slutade på sjunde och sista plats.

### 2020-talet
I den första Melodifestivalen för decenniet ställde Bengtzing upp med bidraget "Alla mina sorger" vilket blev hennes sjunde medverkan i tävlingen sedan debuten 2005. Bidraget slutade på näst sista plats och gick inte vidare.
Under början av coronapandemin 2020 började hon att måla tavlor och målade även två tavlor i direktsändning av Bingolotto i september samma år, där hon också sjöng Marie Fredrikssons låt "Äntligen".
Hon deltog i Melodifestivalen 2022 med låten "Fyrfaldigt hurra!" skriven av Thomas G:son, Daniel Jelldéus och Myra Granberg. Bidraget hamnade på en femteplats och gick därmed inte vidare.

## Bildgalleri

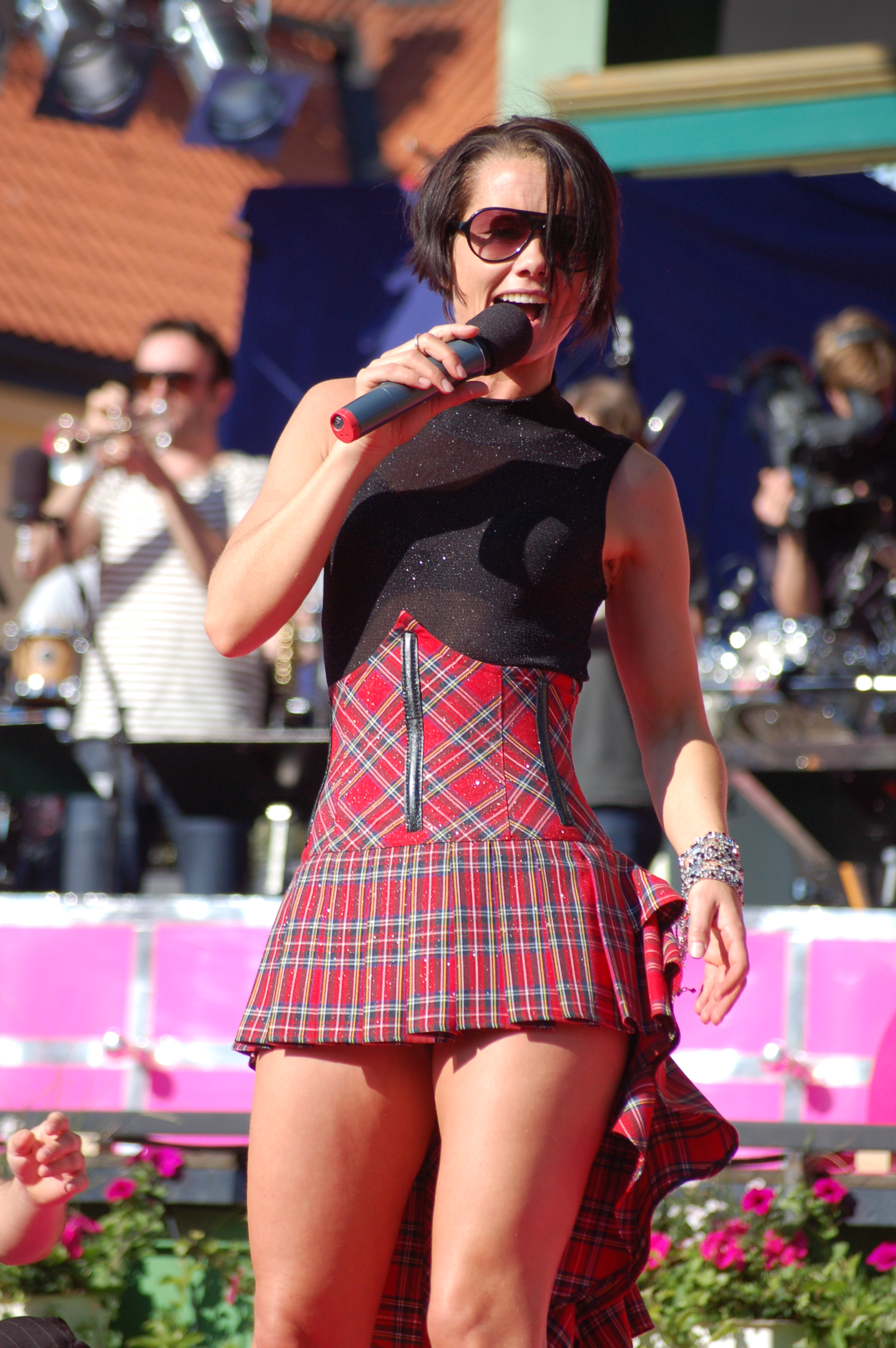
Linda Bengtzing på Gröna Lund i Stockholm under Sommarkrysset 2008.
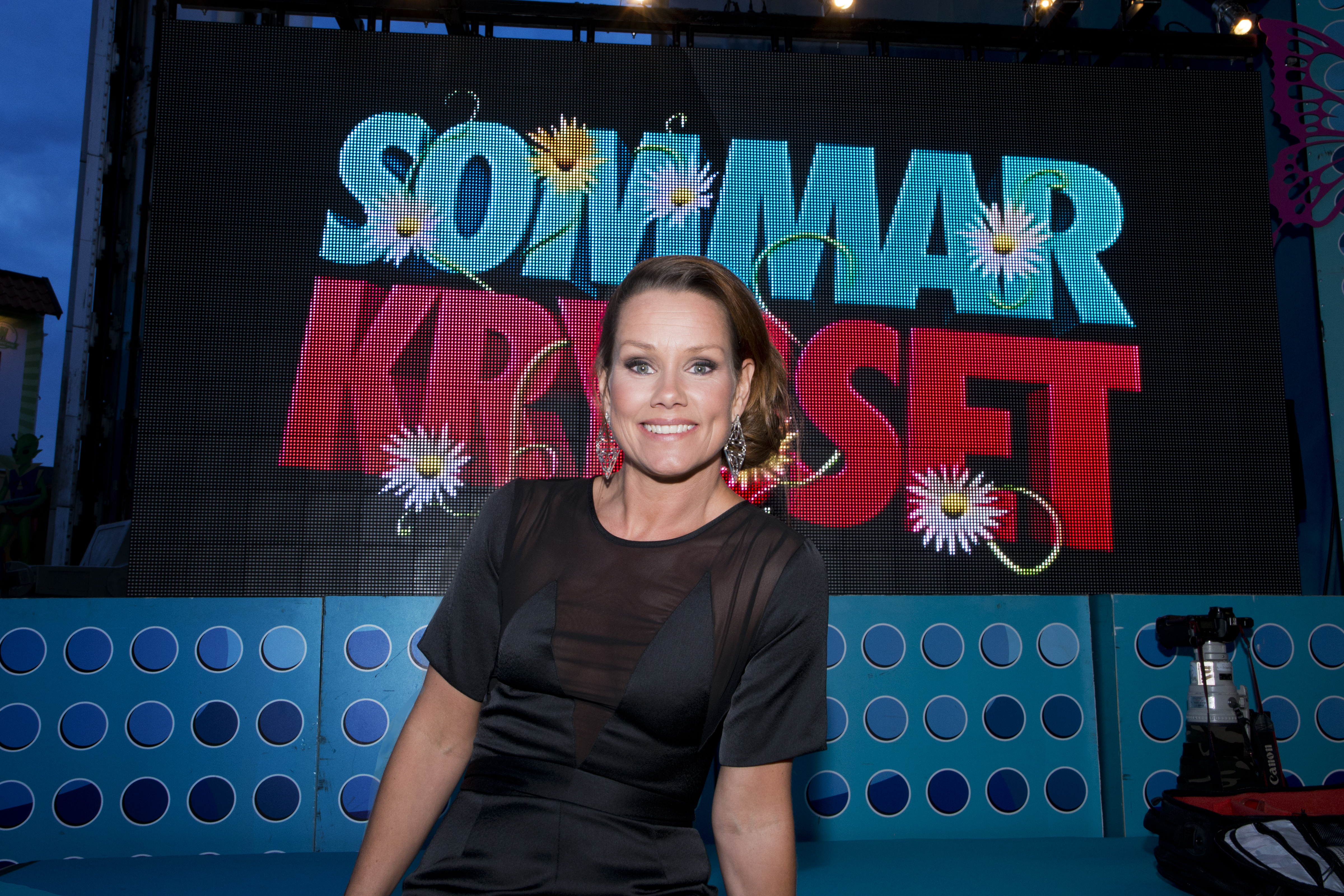
Sommarkrysset 2014.
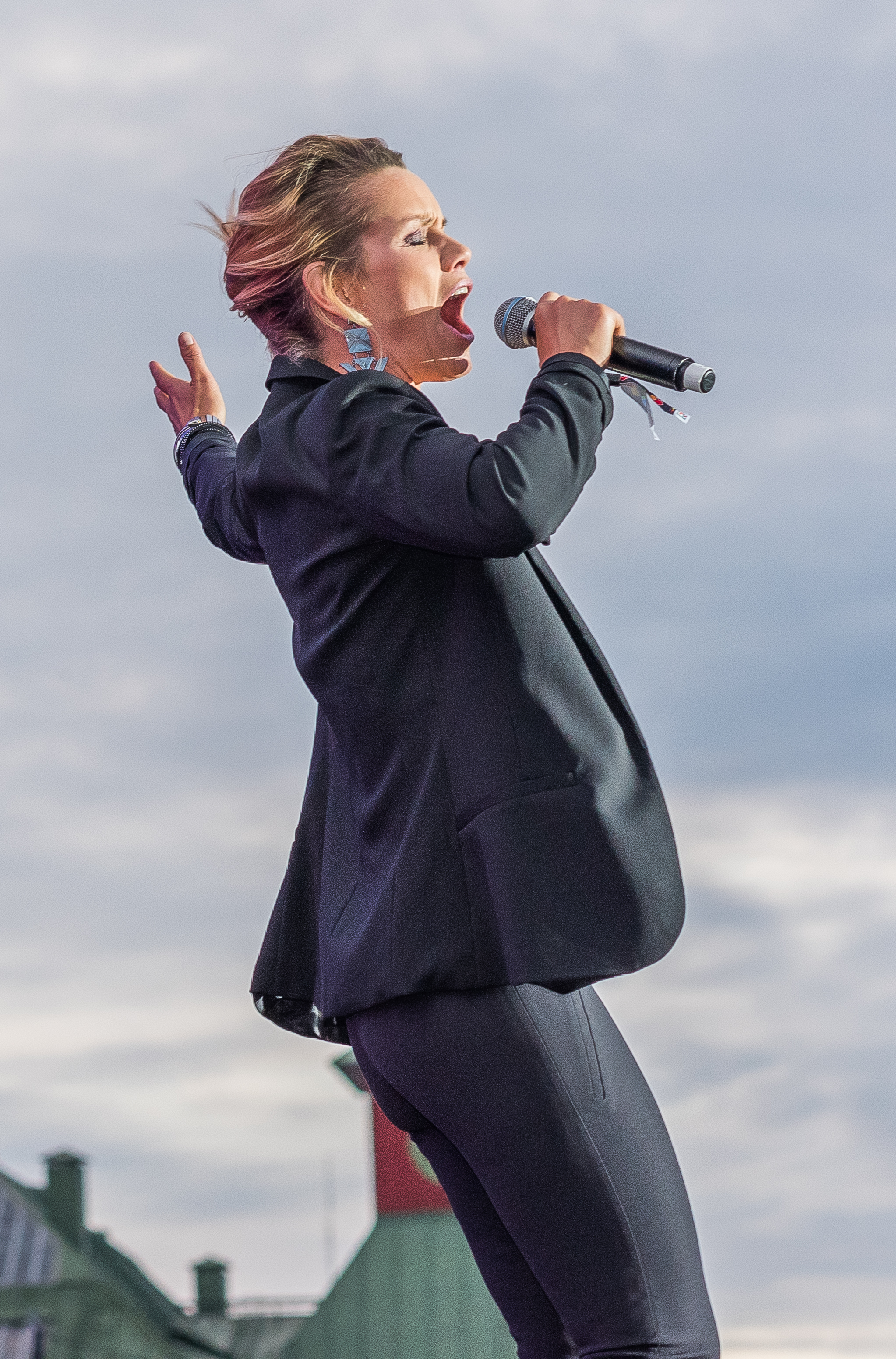
Bengtzing under Stockholm Pride 2015.
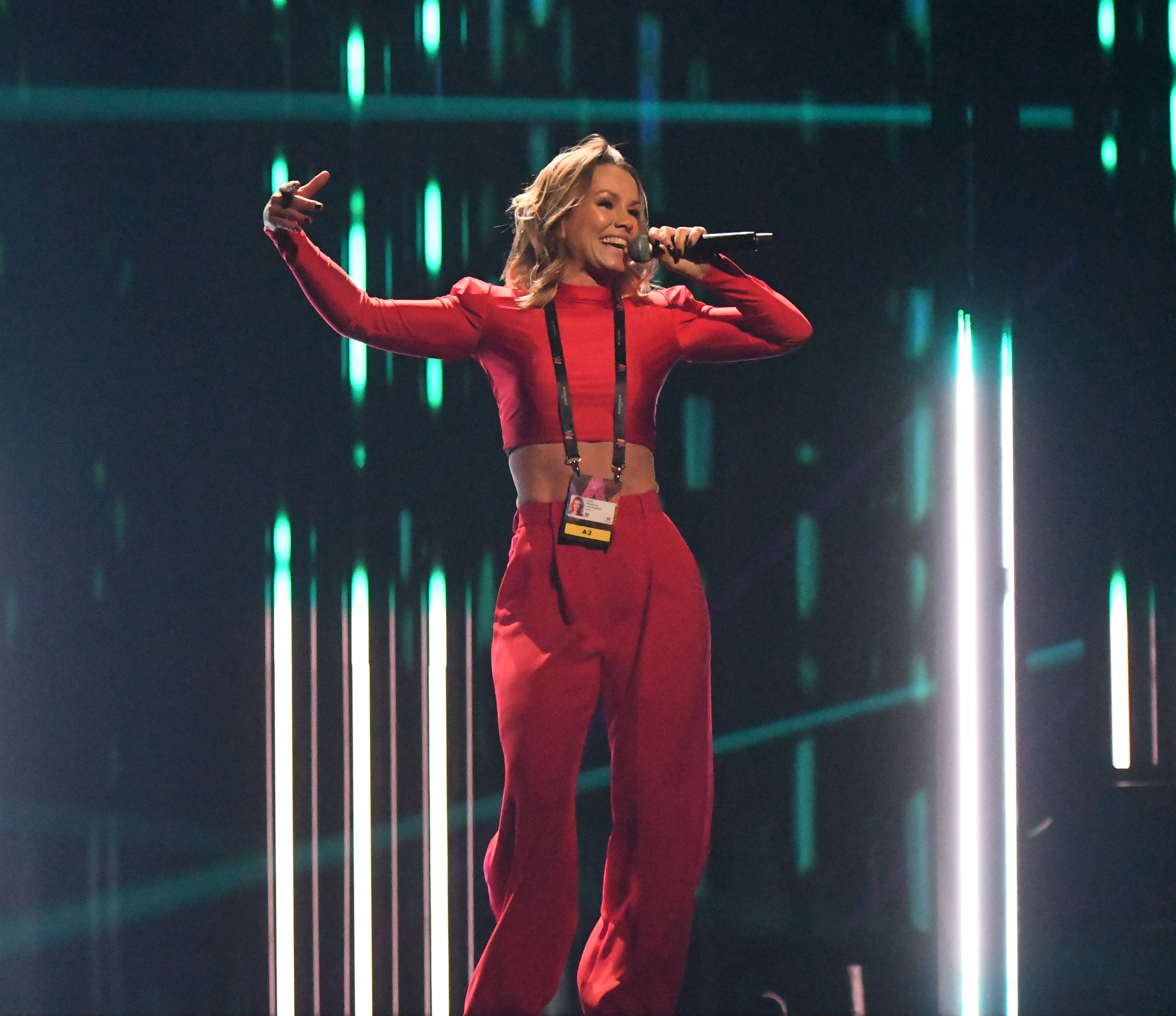
Melodifestivalen 2020, Göteborg.
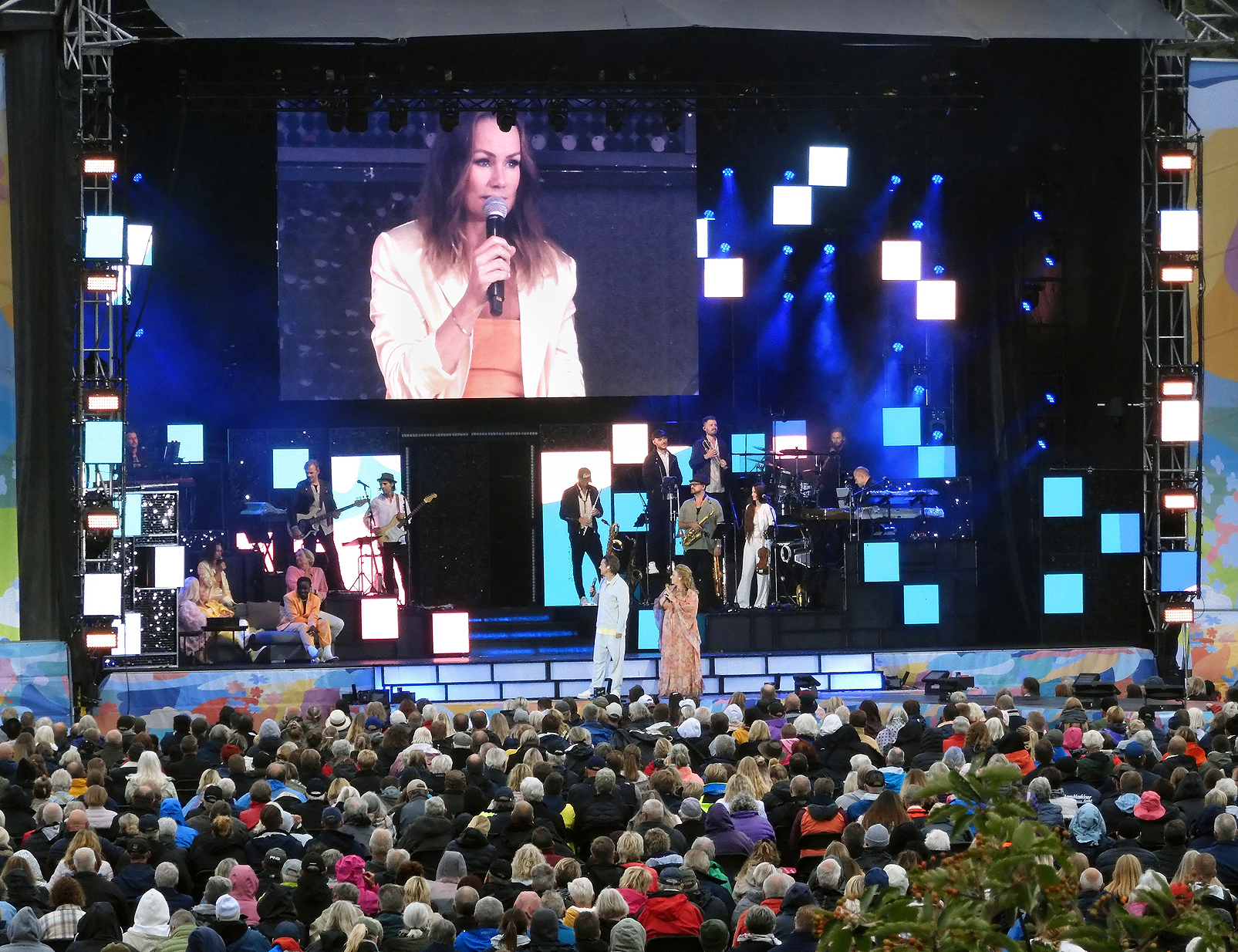
Linda Bengtzing på Diggiloo i Ystad 28 augusti 2021.
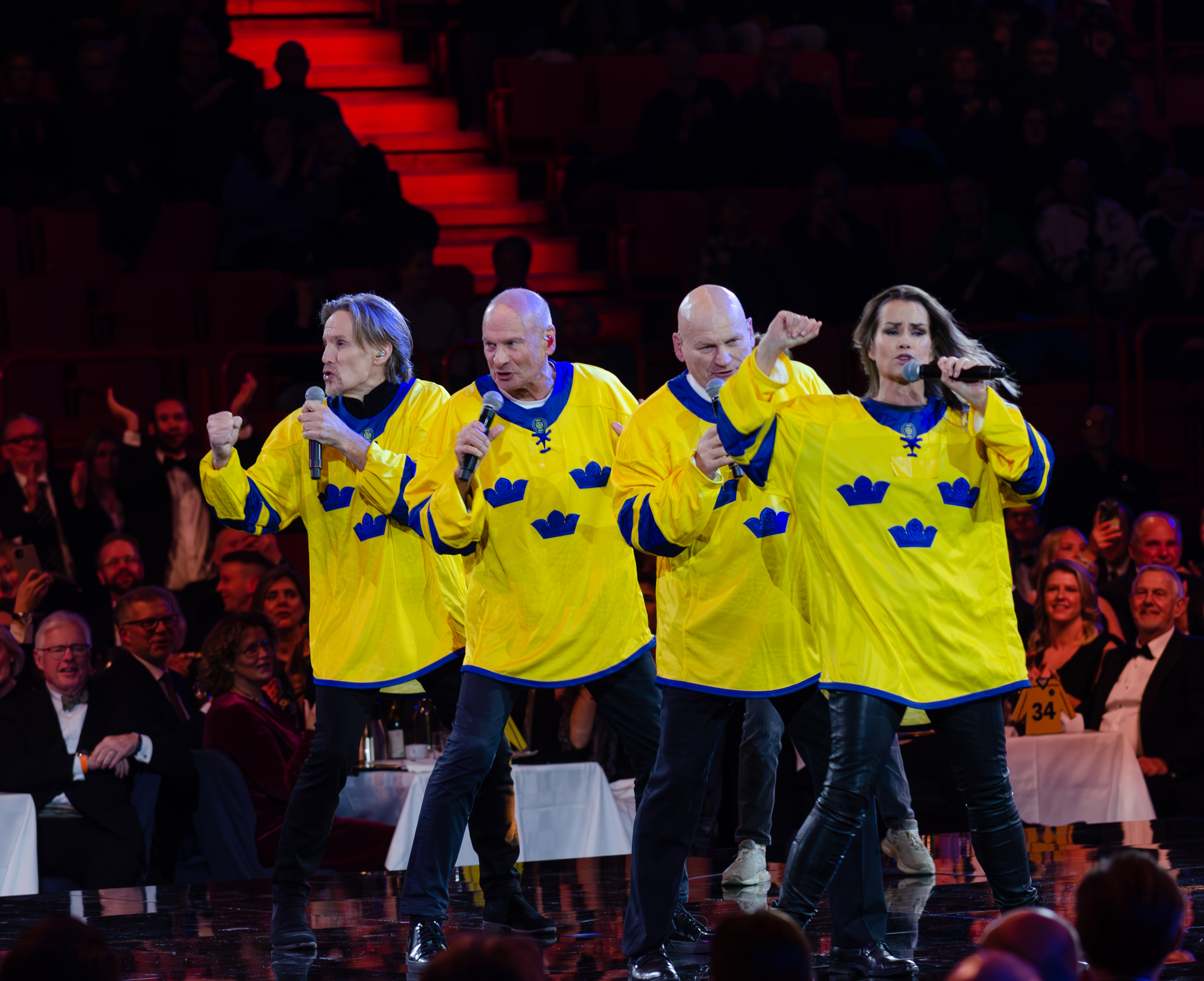
Linda Bengtzing, Håkan Södergren, Lasse Holm och Magnus Bäcklund sjunger den ishockeylåten Nu tar vi dom i Avicii arena vid Svenska ishockeyförbundets 100-årsjubileum den 17 november 2022.
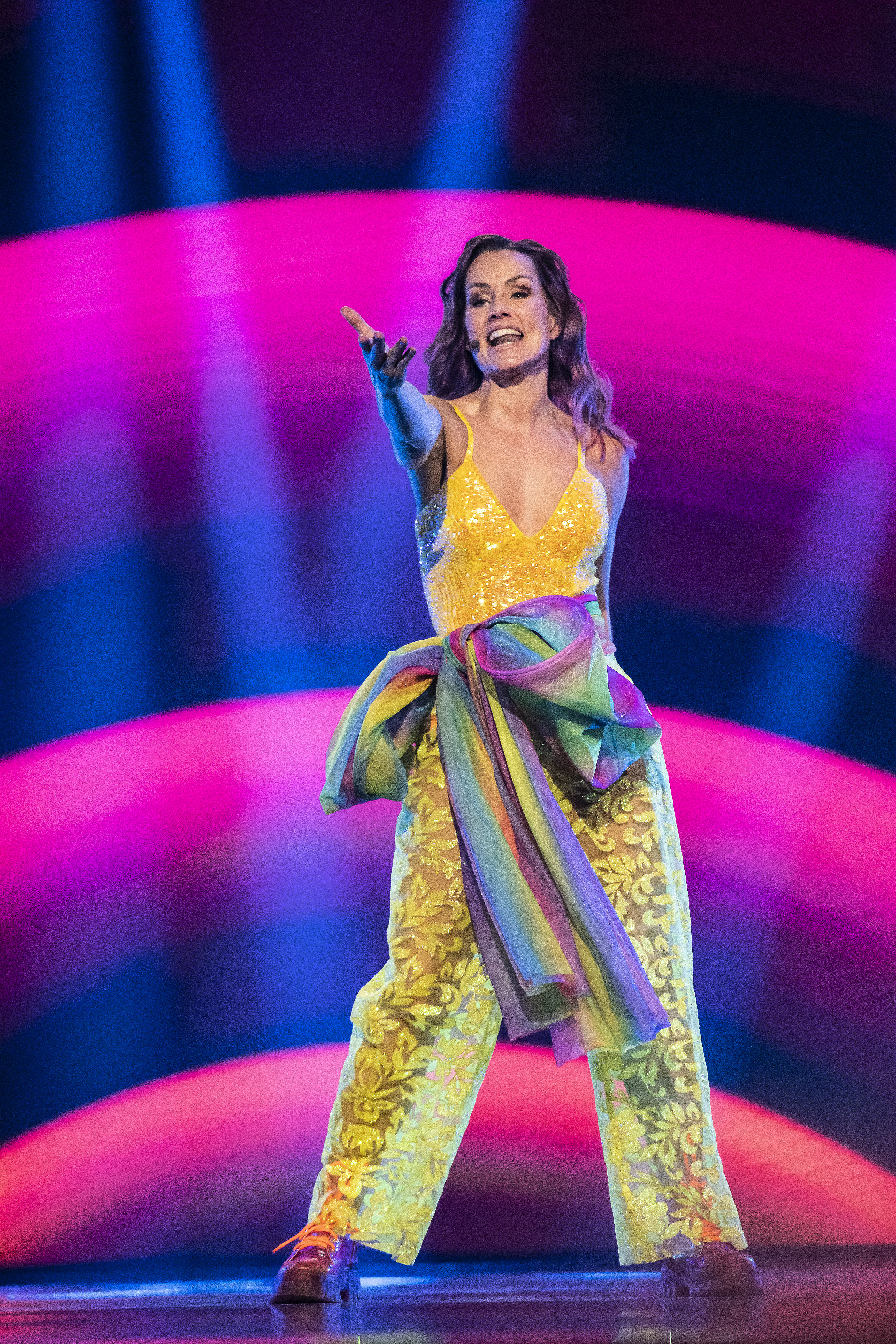
Pausunderhållning vid Melodifestivalen 2023 i Linköping.

## Diskografi

### Album
- 1986 – En del utav mitt liv (POP Produktion)
- 2006 – Ingenting att förlora (Mariann Grammofon)
- 2008 – Vild & galen (Warner Music Sweden)
- 2023 – En jäkla massa schlager, med Magnus Carlsson (Saints & Sinners)

### Samlingsalbum
- 2011 – Playlist: Linda Bengtzing (Mariann Grammofon)
- 2011 – Min karusell (Warner Music Sweden)

### Singlar
- 1987 – Sommar på gång (Tab Records)
- 1989 – Låt kärleken leva/Jag vill spela och sjunga (Tab Records)
- 2005 – Diamanter (Mariann Grammofon)
- 2005 – Alla flickor (Mariann Grammofon)
- 2006 - "Jag ljuger så bra" (Mariann Grammofon)
- 2006 – Kan du se (Mariann Grammofon)
- 2006 – I Gult och Blått, duett med Magnus Hedman (Mariann Grammofon)
- 2007 - "Värsta schlagern", duett med Markoolio (Sony BMG)
- 2008 - "Hur svårt kan det va? (Warner Music)
- 2009 – Not That Kind of Girl, duett med Kim-Lian (CMM)
- 2010 - "Victorious", (duett med Velvet)
- 2011 – E det fel på mig? (Warner Music Sweden)
- 2014 – Ta mig (Maria Johansson Unlimited Management)
- 2014 – Ingenting (Maria Johansson Unlimited Management)
- 2016 – Killer Girl (Warner Music Sweden)
- 2018 – Värmlandsschlagern (Karlstads kommun)
- 2019 – Leva Life, tillsammans med Byggis & Mackan (Trademaker Sweden och Jens Byggmark)
- 2020 – Alla mina sorger (King Island Roxystar Recordings)
- 2020 – Äntligen (Held MGMT)
- 2020 – Home for Christmas (Held MGMT)
- 2021 – It's OK (Held MGMT)
- 2022 – Fyrfaldigt hurra (Held MGMT)

## Teaterroller
| År   | Roll | Produktion           | Regi                    | Teater     |
| ---- | ---- | -------------------- | ----------------------- | ---------- |
| 2006 | Mimi | Rent Jonathan Larson | Jan Åström Roger Lybeck | Göta Lejon |